# Palácio das Necessidades

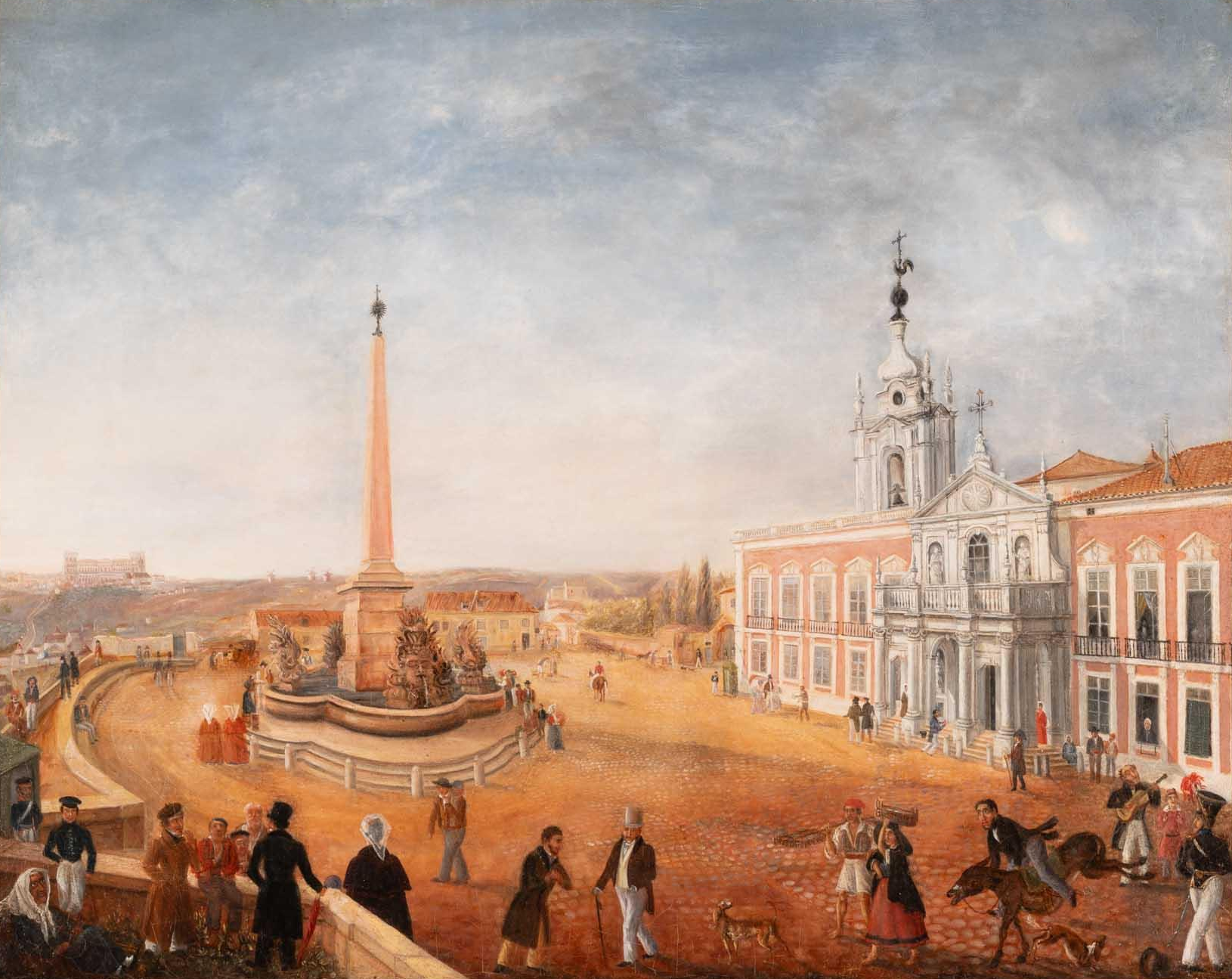
Vista do Palácio das Necessidades por volta da década de 1830.

O Palácio das Necessidades, que chegou a ser uma das residências da realeza portuguesa, anteriormente foi chamado de Convento de São Filipe Néri e Convento de Nossa Senhora das Necessidades, por ter sido um antigo colégio da Congregação do Oratório e antes dele um hospício, localiza-se no Largo do Rilvas, freguesia da Estrela (Prazeres), em Lisboa, Portugal.
É a atual sede do Ministério dos Negócios Estrangeiros.
O Palácio das Necessidades está classificado como Imóvel de Interesse Público desde 1983.

## História

### Lenda e Capela de Nossa Senhora das Necessidades
A lenda tradicional afirma que a edificação da Capela da Nossa Senhora das Necessidades ocorre após a fuga de um casal de tecelões, em 1580, da cidade de Lisboa, refugiando-se na Ericeira de uma Peste que assolava a capital portuguesa. Nessa localidade o casal tinha a devoção de venerar uma imagem da Nossa Senhora da Saúde, existente numa pequena ermida. Quando esse casal regressa a Lisboa, em 1604, retorna com a imagem devota que protegera a sua saúde, e, fruto de uma promessa, dá início à construção de uma ermida para a imagem da Nossa Senhora da Saúde.

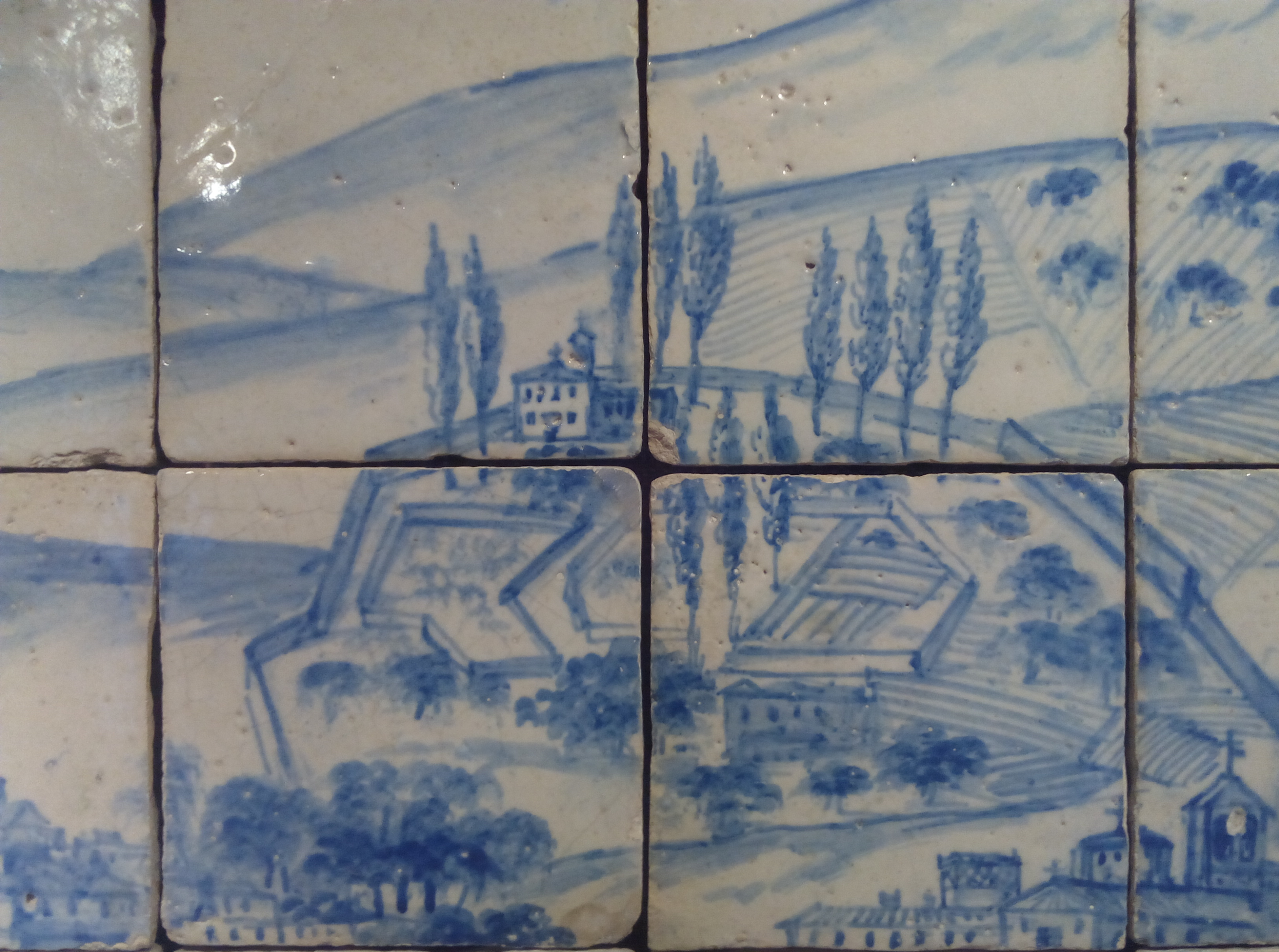
Representação da ermida de Nossa Senhora das Necessidades no "Grande Panorama de Lisboa" (c. 1700) de Gabriel del Barco, no Museu Nacional do Azulejo.

Com o passar do tempo, esta ermida junto ao rio Tejo passa a constituir um ponto de passagem para os marinheiros e navegadores, que nela procuram proteção e saúde. Assim, a devota imagem da Senhora da Saúde foi adquirindo fama, e o seu nome surge associado a outros milagres, popularizando assim a imagem e a ermida, junto de marinheiros da Carreira da Índia, entre outros, com a lenda da imagem milagreira a espalhar-se rapidamente pela população.
A fama da ermida e da imagem da santa, alcançou a família real, e o rei D. Pedro II, quando assolado por uma doença grave em 1705, solicitou que levassem até si a imagem da Nossa Senhora das Necessidades. Uma vez recuperado, o rei fez retornar a imagem à ermida original, e, grato, promete real proteção da mesma.
D. João V irá continuar a devoção do pai, durante os períodos de enfermidade que marcaram a sua vida, e como prova de gratidão para com a referida imagem, o rei apropria-se da capela e propriedades anexas, tornando-as “em nome de Sua Majestade, e para o real serviço do dito Senhor […], posse da dita Quinta e da Sua Ermida de Nossa Senhora das Necessidades e de todas as suas pertenças e adornos". D. João V viria a ampliar a ermida, e a construir no mesmo local um palácio, ordenando ainda a construção de um convento, designado por hospício, destinado a eclesiásticos que se dedicassem ao ensino da teologia, das humanidades, e das ciências. Esta obra levaria à aquisição de pequenas propriedades anexas, levando ao ampliamento dos jardins do palácio. Após a conclusão das obras do convento, este viria a ser ocupado pela Congregação do Oratório de Lisboa.

### Convento da Congregação do Oratório de Lisboa
Esta ocupação efetiva-se por decreto régio, datado de 8 de fevereiro de 1747, e acrescido da Carta de Doação em 6 de abril do mesmo ano, através do qual D. João V doou à Congregação do Oratório de Lisboa o Hospício da Nossa Senhora das Necessidades, a cerca e todos os terrenos anexos, com exceção da fortificação necessária à proteção da cidade, do palácio real, sacristia e do coro da capela, que o rei reservara para usufruto pessoal e de seus descendentes. A Congregação do Oratório comprometia-se, em contrapartida, a lecionar as classes de ensino seguintes: Doutrina Cristã, Gramática, Retórica, Teologia Moral e Filosofia.
A autoria das referidas obras é tradicionalmente atribuída a vários arquitetos, é impossível precisar com exatidão todos os indivíduos envolvidos, sendo apenas conclusivo que D. João V manifestou empenho na construção célere dos edifícios que mandara construir. No entanto, D. João V, falecido em 1750, não chegaria a viver para ver a conclusão da obra que idealizara. A 6 de maio de 1751, os frades instalaram-se no hospício, tendo começado a lecionar em 27 de julho do mesmo ano, com a participação do rei José I, na abertura das aulas.
O Convento viria a ganhar a fama de estabelecimento de excelência para o ensino de Humanidades e Ciências, vindo a ser frequentado pela elite da capital, procurando proporcionar a formação de uma elite intelectual. Efetivamente, as experiências de Física atraiam frequentemente a presença de membros da corte, chegando o rei D. José a assistir inclusivamente a algumas experiências de física, conduzidas pelo padre mestre Teodoro de Almeida na sala dos Instrumentos. Toda a atenção régia à Ordem do Oratório, e a proteção da mesma, traduziam a vontade de contrariar a predominância que a Companhia de Jesus vinha exercendo cada vez mais em Portugal.
O convento viria a escapar ileso aos danos provocados na cidade de Lisboa pelo terramoto de 1755, mantendo até hoje, praticamente, intacta a sua traça original.
Contudo, o Marquês de Pombal, depois de começar por aceitar a actividade da Congregação do Oratório, em substituição da dos jesuítas por ele expulsos em 1759, procurou depois também extingui-los, com o pretexto de que ensinariam doutrinas perniciosas à mocidade. De tal forma, foram suspensos de pregar, confessar e exercer o ensino. Assim, este local foi encerrado, só reabrindo em 1777, quando o rei D. José I de Portugal morreu e o seu ministro se viu obrigado a exilar-se da corte.

### Palácio das Necessidades – Residência de Visitantes ilustres

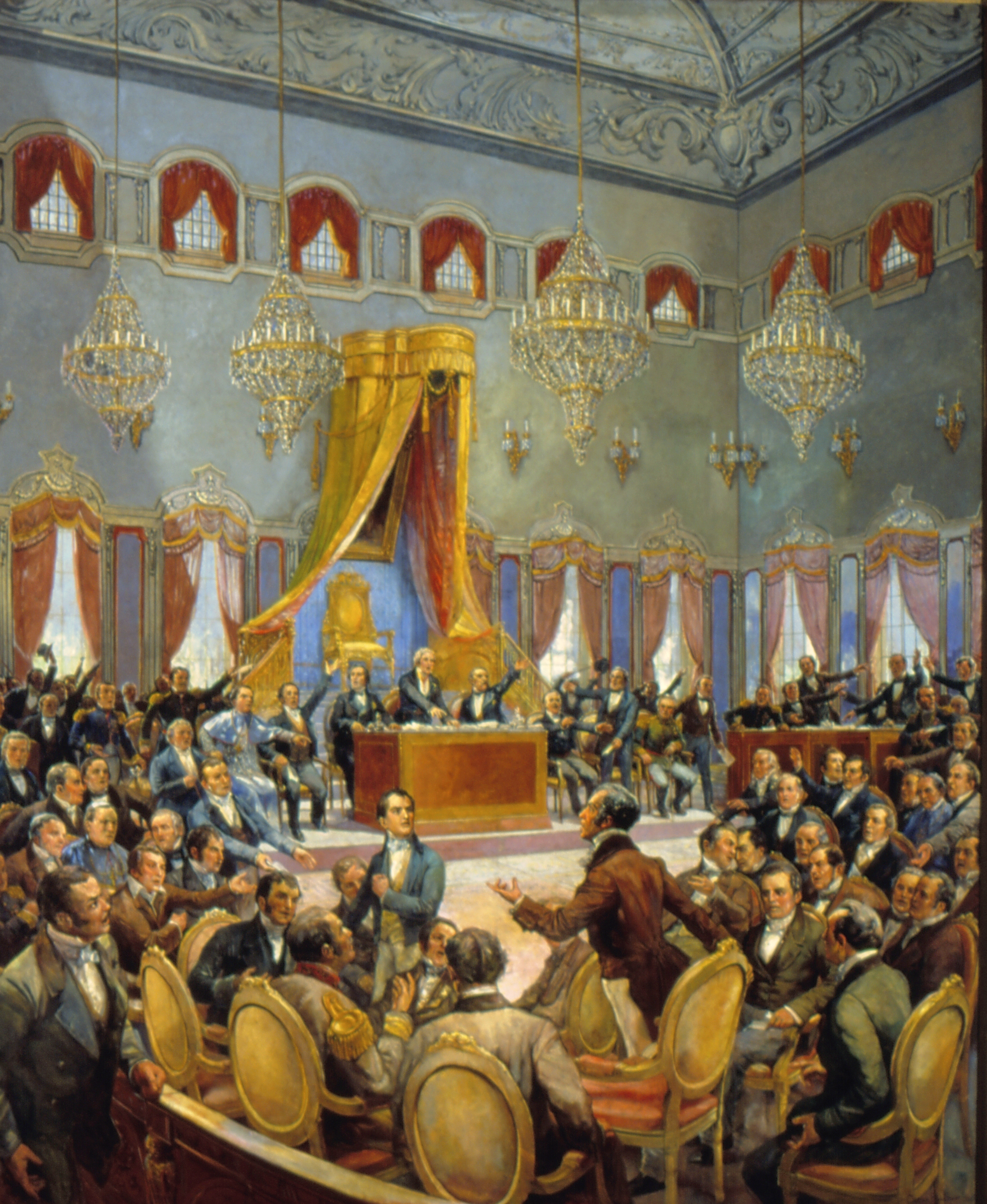
Sessão das Cortes Constituintes de 1820, primeiro parlamento português no sentido moderno, cujos trabalhos decorreram na Livraria (hoje desaparecida) do Palácio das Necessidades.

Apesar do Palácio das Necessidades não ter sido habitado por D. João V, que tinha empreendido diligências notáveis para a construção e expansão do Palácio, os seus irmãos, os infantes D. António e D. Manuel viriam a habitar no Palácio das Necessidades. Este viria ainda a servir, inicialmente, de residência a ilustres visitantes a Portugal, nomeadamente a príncipes estrangeiros que se encontrassem de passagem em Lisboa, algo que aconteceu, por exemplo, com o futuro rei Jorge IV, então Príncipe de Gales, e o seu irmão, o Duque de Sussex, por ocasião de uma visita destes a Gibraltar.
Posteriormente, durante as Guerras Napoleónicas, o Duque de Wellington, comandante do exército anglo-português, escolheu também como residência em Portugal este palácio.
A partir de 1828, o rei D. Miguel permaneceu curtas temporadas nas Necessidades. Ao ter fraturado as duas pernas num acidente, mandou construir uma ponte ou passadiço que ligava diretamente o palácio da ala poente à cerca conventual, face ao Largo das Necessidades.
Em 1833, por iniciativa de D. Pedro IV, realizaram-se as primeiras alterações significativas no palácio, alterando-se a sua antiga aparência conventual, a fim de se destinar a uma residência digna da futura soberana de Portugal, D. Maria II.

### Palácio das Necessidades – Residência Real deD. Maria II,D. Pedro V, D.Carlos eD. Manuel II
O Palácio das Necessidades inicia o seu percurso como residência real, em 23 de setembro de 1833, com a chegada de D. Maria II a Lisboa, sendo esta solenemente aguardada nas Necessidades, naquela que viria a ser uma das suas residências favoritas. Aqui viveu com o seu primeiro marido, o príncipe Augusto de Beauharnais, Duque de Leuchtenberg, apenas dois meses, devido à morte súbita do príncipe. D. Maria II vai decorar o Palácio das Necessidades com o recheio herdado do seu avô D. João VI, encomendado por este a fornecedores franceses para o Paço de São Cristóvão para duas ocasiões particulares: o casamento do seu filho D. Pedro com D. Leopoldina e para a sua aclamação como rei do Reino Unido de Portugal, Brasil e Algarves, bens trazidos para Portugal por D. Pedro aquando das lutas liberais.
D. Maria II, já casada em segundas núpcias com o príncipe Fernando de Saxe-Coburgo-Gotha, decide, em 1844, empreender outras remodelações no Palácio das Necessidades. Estas remodelações levam à aquisição de diversas obras de arte, e à reconstrução, remodelação e ampliação de diversas áreas do palácio. Com a morte prematura de D. Maria II, D. Fernando, enquanto regente, continuou a residir no palácio com os filhos, o futuro D. Pedro V, o futuro Luís I, D. João, D. Maria Ana, D. Antónia, D. Fernando e D. Augusto.
A família real permaneceria no palácio, mesmo após o casamento de D. Pedro V com a princesa Estefânia de Hohenzollern-Sigmaringen, com o pai e irmãos do rei a transferirem-se para o antigo convento das necessidades, que estava desabitado e fora adaptado a residência.
O jovem rei D. Pedro V, viria a habitar o palácio com a sua esposa, e a deixar a sua marca no Palácio, com notáveis trabalhos de decoração a serem empreendidos por ocasião do seu casamento. No entanto, a vida do jovem casal real no palácio estava destinada a ser de curta duração. Quis o destino que uma morte prematura levasse D. Estefânia, acometida por uma angina diftérica que em nove dias a vitimou. Chegada, triunfalmente, a Lisboa em 17 de maio de 1858, veio a falecer nas Necessidades a 17 de julho de 1859, apenas com 22 anos. D. Pedro V viria igualmente a sofrer um fim precoce. Após um caçada em Vila Viçosa, em que fora acompanhado pelos seus irmãos D. Fernando e D. Augusto, o grupo Real regressaria a Lisboa com os primeiros sintomas da febre tifoide que viria a vitimar o Rei e os seus Irmãos. O Rei viria a falecer a 11 de novembro de 1861, com apenas 24 anos. A juventude, subitamente interrompida do rei D. Pedro V, aliada ao seu temperamento romântico, grave e sério, à sua profunda inteligência, ao seu escrúpulo profissional e à sua curta felicidade com D. Estefânia viriam a manter o jovem rei no imaginário coletivo português. Efetivamente, por ocasião das exéquias de D. Pedro V, as salas do Palácio das Necessidades foram, como nunca mais se registou, invadidas por uma multidão compacta que esperava, sem arredar do Largo das Necessidades, para prestar a sua derradeira homenagem ao jovem monarca.
D. Luís I, ao suceder nestas circunstâncias trágicas ao irmão, abandonou o Palácio das Necessidades, ficando este fechado. O monarca instalou-se, provisoriamente, no Paço de Caxias e, já casado com Maria Pia de Saboia, passou a habitar o Palácio da Ajuda, tornando-se este, definitivamente, a sua residência oficial.
Decorridos alguns anos, em 1886, aquando do casamento do príncipe real D. Carlos com a princesa Amélia de Orleães, o Palácio das Necessidades foi, então, utilizado para hospedar os convidados reais. Os jovens Duques de Bragança fixaram-se, inicialmente, no Palácio de Belém, aí tendo nascido os seus filhos, D. Luís Filipe e D. Manuel.
Com a morte de D. Luís, em 1889, D. Carlos não querendo desalojar a mãe, a rainha D. Maria Pia, do Palácio da Ajuda, viria a escolher as Necessidades para residência oficial.

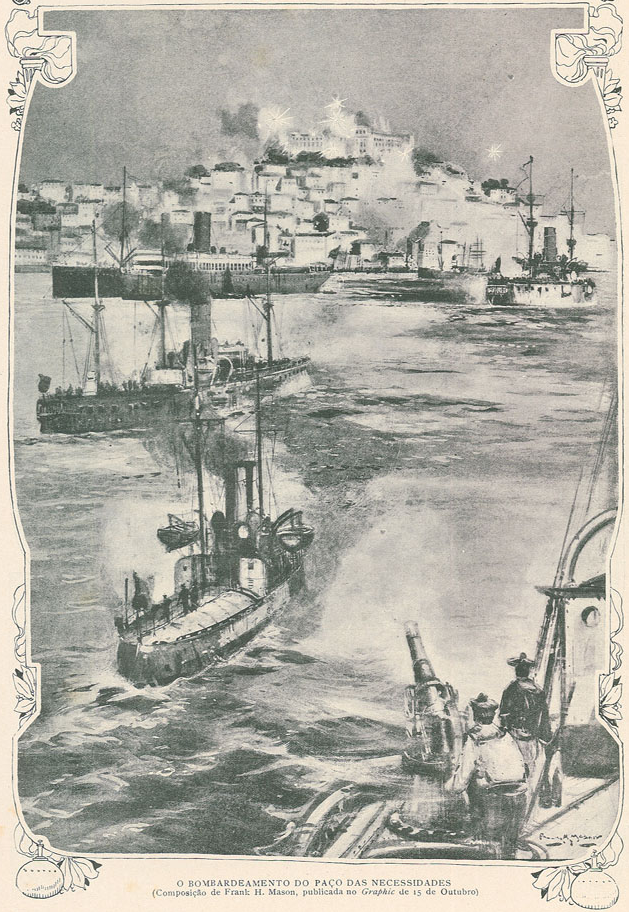
O bombardeamento do Palácio das Necessidades durante a Revolução de 5 de Outubro de 1910.

É de salientar que, durante o reinado de D. Carlos, Lisboa foi por diversas vezes visitada por chefes de Estado estrangeiros. Em geral, costumavam ficar instalados no Palácio de Belém, como sucedeu com o imperador Guilherme II da Alemanha, com o rei Afonso XIII de Espanha, e o presidente de França, Émile Loubet. Todavia, a importância do Palácio das Necessidades virá a assumir-se, com pompa e circunstância, enquanto local de receções oficiais em honra desses chefes de Estado, nomeadamente aquando da visita régia de Eduardo VII e de Alexandra da Dinamarca, em abril de 1903.
Durante o reinado de D. Manuel II não se alterou em nada a fisionomia do palácio. O jovem rei continuou, inclusivamente, a ocupar os seus aposentos de Infante no rés-do-chão, à direita da porta principal da entrada. Em 5 de outubro de 1910, o Palácio, devido à sua condição de residência oficial do rei, foi bombardeado por um dos navios estacionados no rio Tejo, afetos às forças republicanas, o Adamastor. O bombardeamento causou ainda alguns estragos no palácio, tendo mesmo uma das granadas atingido os aposentos do rei, que se refugiou num pavilhão da Tapada das Necessidades. Valeu então ao edifício a prudência de um empregado do palácio, que cortou o mastro onde flutuava o estandarte real, levando os republicanos a pensar que o jovem monarca tinha abandonado a sua residência. No entanto, D. Manuel II só deixou as Necessidades horas depois, refugiando-se no Palácio Nacional de Mafra, constituindo estes os últimos momentos da Casa Real de Bragança no Palácio das Necessidades, antes da instauração da República.

### Sede do Ministério dos Negócios Estrangeiros

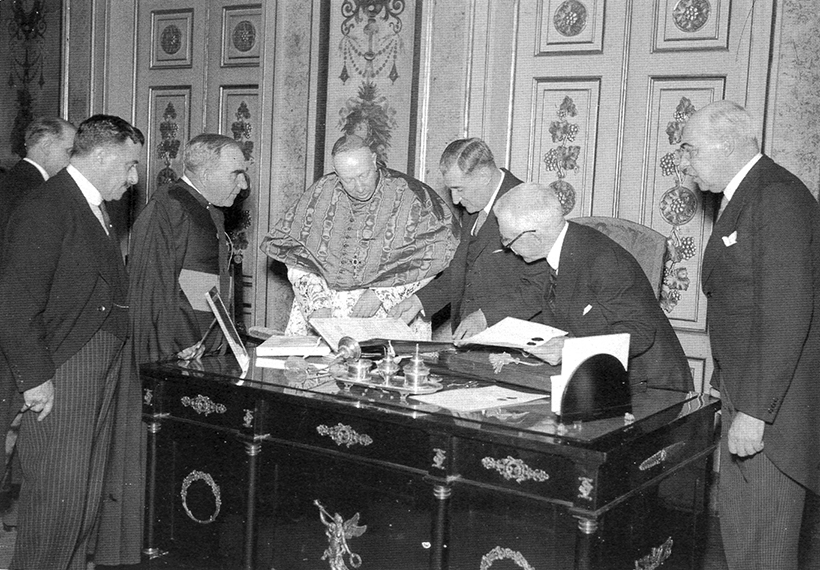
Salazar e o Núncio Apostólico, Pietro Ciriaci, durante a ratificação da Concordata de 1940 no Palácio das Necessidades, em Lisboa.

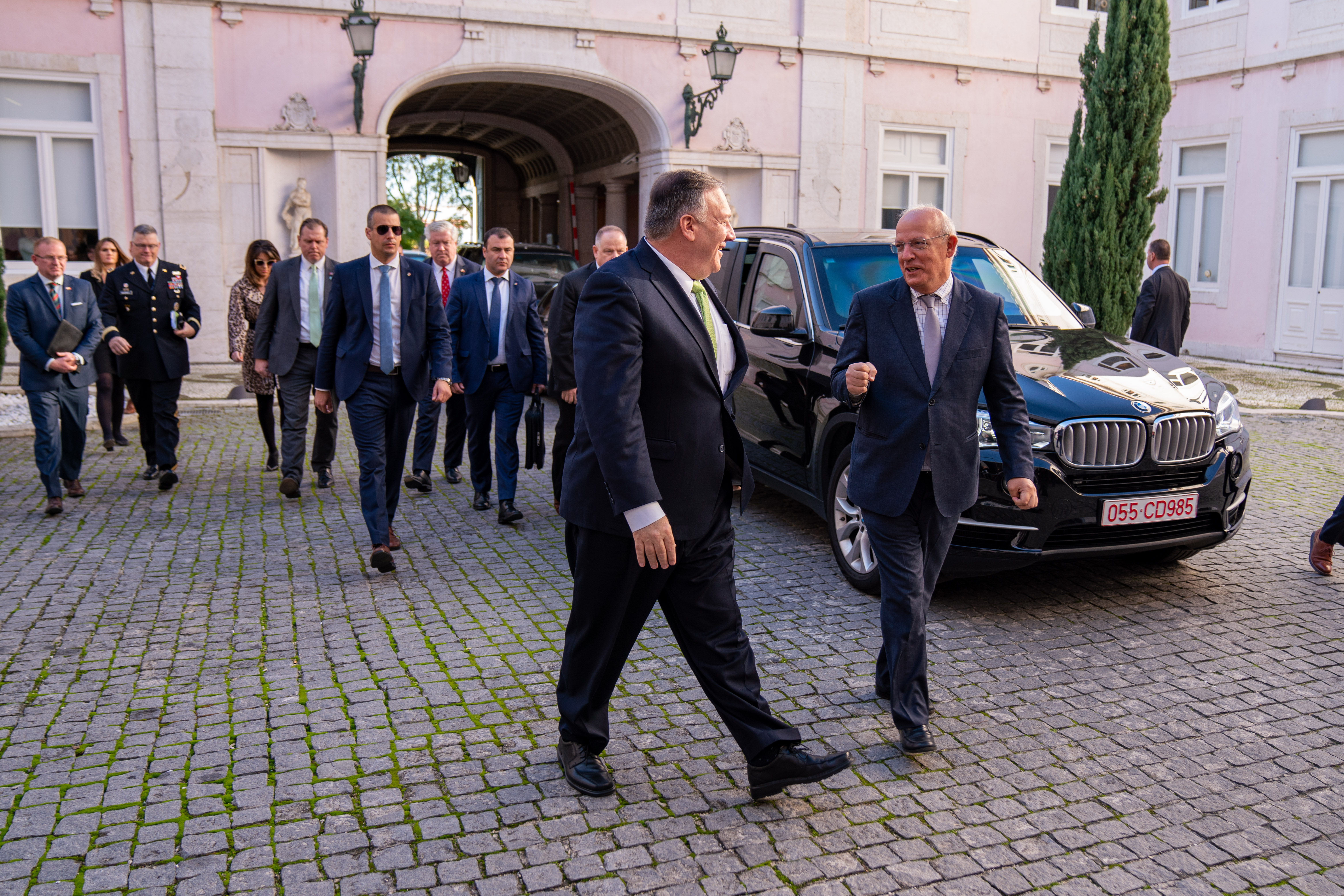
Augusto Santos Silva, Ministro dos Negócios Estrangeiros, recebe o seu homólogo americano, Mike Pompeo, no pátio do Palácio das Necessidades, em 2019.

Após a Implantação da República, em 5 de outubro de 1910, o Palácio das Necessidades ficou vazio até ser ocupado pelo Ministério dos Negócios Estrangeiros que, vindo do Terreiro do Paço, ali se instalou em 1916. As obras de adaptação do edifício conventual a sede do referido Ministério, sob orientação do arquitecto Raul Lino, foram longas e arrastaram-se até à década de 1950.
O Ministério dos Negócios Estrangeiros continua a desempenhar as suas funções neste edifício, sendo grande parte das coleções reais transferidas para o museu do Palácio Nacional da Ajuda e para o Palácio da Pena. Ainda hoje a referência às Necessidades é sinónimo de política externa em Portugal.
Com efeito, na zona da antiga residência real estão, atualmente, instalados os Serviços do Protocolo de Estado, nas dependências seguintes: Sala Azul ou de Despacho, Sala do Trono, Sala do Renascimento e Sala Persa (antiga sala de estar da rainha D. Amélia e, inicialmente, Gabinete do Ministro dos Negócios Estrangeiros), usufruindo, para as funções inerentes à representação do Estado, da solenidade da Sala de Banquetes e, ainda, da antiga sala de jantar de D. Maria II.
As maiores alterações ao palácio foram realizadas no espaço correspondente ao antigo Convento, onde atualmente estão situados a maioria dos Serviços da Secretaria de Estado.
Ao nível do terceiro piso, acedendo pela escadaria nobre entrada do Largo do Rilvas, situam-se, hoje, o Gabinete Ministerial, bem como duas das Secretarias de Estado dependentes deste Ministério. No quarto andar, ou último piso, centralizam-se os Serviços Administrativos.
A forte presença da história, ao longo dos séculos, está patente neste monumento de inegável valor para Portugal, consubstanciando-se o Palácio das Necessidades numa referência única para as funções de representação externa inerentes ao Ministério dos Negócios Estrangeiros.

## Aposentos
Algumas das divisões do palácio:
- Sala dos Marechais ou Amarela — Assim designada por estar decorada com os retratos a óleo dos Marechais do Reino (Duques da Terceira e Saldanha e Almirante Napier, Conde do Cabo de São Vicente) e ainda pela cor da seda que lhe revestia as paredes.
- Sala das Damas ou Etrusca — Possui no tecto pintado quatro figuras: Triunfo do Amor, os Amores de Marte, o juízo de Páris e Apolo e Dafne.
- Sala do Bilhar ou dos Mármores — Sala que se destinou ao jogo do bilhar;
- Sala Azul, dos Embaixadores ou do Despacho — Assim conhecida pela cor azul dos estuques do tecto e da seda azul que lhe forrava as paredes.
- Sala do Trono ou Encarnada — Possui um tecto embelezado com quatro figuras: Justiça, Prudência, Fortaleza e Temperança.
- Sala Particular de Sua Majestade a Rainha ou do Renascimento —

Trata-se de uma sala de reduzidas dimensões que ostenta as mais belas pinturas de sobreportas e de tectos de todo o palácio.
- Sala De El Rei — Trata-se de uma sala em estilo Luís XV.[10][11]